# Jean Auba
Jean Auba, né le 22 mars 1917 à Barbaste (Lot-et-Garonne) et mort le 12 avril 2016 à Saint-Rémy-lès-Chevreuse, est un haut fonctionnaire et pédagogue français.

## Biographie
Ancien élève de l'École normale supérieure (1937), agrégé de lettres, il est par la suite inspecteur général de l'Instruction publique. Après avoir été conseiller technique de plusieurs ministres de l'Éducation nationale, il a notamment été de 1967 à 1983 directeur du Centre international d'études pédagogiques de Sèvres (CIEP). 
Spécialiste en sciences de l'éducation, correspondant de l’Académie des sciences morales et politiques, il a exercé de nombreuses fonctions à l'étranger (Copenhague, Londres) et en France (Foix, Grenoble, Paris). Il exerce de nombreuses responsabilités associatives, comme vice-président-fondateur de la Fédération internationale des professeurs de français, vice-président de l'Alliance française de Paris, ou président de l'Association des membres de l'ordre des palmes académiques (AMOPA). Il est fondateur de l'Association francophone d'éducation comparée (d) (AFEC). Il a présidé le Centre de recherche et d'information sur la littérature pour la jeunesse (d).